# Soulmate
De term soulmate, Nederlands: zielenmaat, of zielsverwant, verwijst naar een persoon met wie men een (diepe) verwantschap ervaart op het gebied van vriendschap, geaardheid, liefde, intimiteit, seksualiteit of spiritualiteit. Er bestaan verschillende gradaties van zielsverwantschap tussen mensen. Een van de meest krachtige en langdurige vormen van zielsverwantschap is de tweelingziel, ook wel genaamd "twin soul", of de "twin flame": één gesplitste ziel in twee verschillende lichamen. De tweelingziel wordt ook wel beschouwd als ultieme soulmates.